# هملت (فیلم ۱۹۶۹)
هملت (انگلیسی: Hamlet) فیلمی به کارگردانی تونی ریچاردسون و اقتباسی از نمایشنامه هملت ویلیام شکسپیر است که در سال ۱۹۶۹ منتشر شد. از بازیگران آن می‌توان به نیکول ویلیامسون، مرین فیث‌فول، آنتونی هاپکینز، جودی پارفیت، ایان کالیر و گوردون جکسون اشاره کرد.